# Astronesthes exsul
Astronesthes exsul és una espècie de peix de la família dels estòmids i de l'ordre dels estomiformes.

## Hàbitat
És un peix marí i d'aigües profundes que viu fins als 400 m de fondària.

## Distribució geogràfica
Es troba a l'oest de l'Índic (28° 05′ S, 40° 09′ E).